# Viatxeslav Djavanian
Viatxeslav Djavanian   (Grozni i Gyumri, 5 d'abril de 1969) (en rus Вячеслав Юрьевич Джаванян) va ser un ciclista rus que fou professional entre 1992 i 1998.
Nascut a l'actual Armènia, durant la seva carrera esportiva representà en primer moment els colors de laURSS i a partir de la seva dissolució els de Rússia. Els seus èxits més importants han estat les victòries finals a la Volta a l'Uruguai, a la Volta a Polònia i a la Regio-Tour.

## Palmarès
- 1991
  - 1r al Duo Normand (amb Andrei Teteriuk)
- 1993
  - Vencedor d'una etapa al Giro de les Regions
- 1994
  - 1r a la Volta a l'Uruguai i vencedor de 4 etapes
- 1995
  - 1r all Quatre dies de l'Aisne i vencedor d'una etapa
  - Vencedor d'una etapa a la Volta a Baviera
- 1996
  - 1r a la Volta a Polònia i vencedor de 2 etapes
- 1997
  - 1r a la Regio-Tour i vencedor de 2 etapes

### Resultats al Tour de França
- 1997. Abandona (16a etapa)
- 1998. 81è de la classificació general. Vencedor d'una etapa

### Resultats al Giro d'Itàlia
- 1996. 69è de la classificació general
- 1997. 80è de la classificació general

### Resultats a la Volta a Espanya
- 1992. 114è de la classificació general. Vencedor d'una etapa